# 에이펙스 트윈

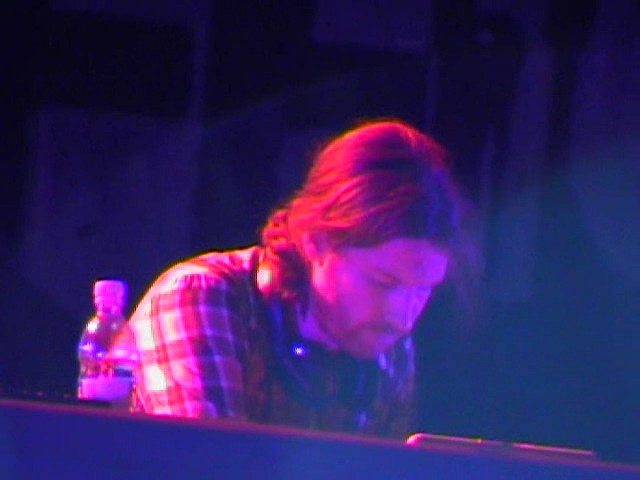
에이펙스 트윈 (2007)

에이펙스 트윈(Aphex Twin, 1971년 8월 18일 ~ )은 앰비언트, 테크노, 드럼 앤 베이스 등 여러 전자 음악에 큰 영향을 끼친 음악가이다. 본명은 리처드 데이비드 제임스(Richard David James)이다. 에이펙스 트윈 외에 AFX라는 이름을 쓰기도 하고, 또한 Blue Calx, Bradley Strider, Martin Tresseder, Caustic Window, Gak, Soit P.P., Polygon Window, Power-Pill, Q-Chastic, The Diceman, Tahnaiya Russell 등의 이름을 쓰기도 한다.

## 발표한 음반

### 에이펙스 트윈
아래의 목록은 에이펙스 트윈이라는 이름으로 발표한 음반이다.

#### 정규음반
- Selected Ambient Works 85-92 (1992)
- Selected Ambient Works Volume II (1994)
- ...I Care Because You Do (1995)
- Richard D. James Album (1996)
- Drukqs (2001)
- Chosen Lords (2006)
- Syro (2014)

#### 싱글/EP
- Digeridoo (1992)
- Xylem Tube EP (1992)
- On/On Remixes (1993)
- Ventolin/Ventolin Remixes (1995)
- Donkey Rhubarb (1995)
- Girl/Boy EP (1996)
- Come to Daddy (1997)
- Windowlicker (1999)
- Analord 10 (2005) - 총 11개의 Analord 싱글 시리즈 중에서 10번째를 제외한 나머지는 AFX라는 이름으로 발표했다.

### 다른 이름
리처드 제임스는 에이펙스 트윈 외에도 여러 음반을 AFX, Bradley Strider, Gak 등의 이름으로 발표했다.
AFX:
- Analogue Bubblebath (1991)
- Analogue Bubblebath 2 (1992)
- Analogue Bubblebath 3 (1993)
- Analogue Bubblebath 4 (1994)
- Analogue Bubblebath 5 (1995) - 미발매
- Hangable Auto Bulb (1995 EP, 2005 CD)
- Hangable Auto Bulb 2 (1995 EP, 2005 CD)
- Analogue Bubblebath 3.1 (1997)
- 2 Remixes By AFX (2001)
- Smojphace EP (2003)
- "Mangle 11 (Circuit Bent V.I.P. Mix)" (2003)
- Analord (EP series 1-9, 11 as AFX) (2005)
- AFX/LFO (split 12" between AFX/LFO) (2005)
- Chosen Lords (2006)